# Synema utotchkini
Synema utotchkini là một loài nhện trong họ Thomisidae.
Loài này thuộc chi Synema. Synema utotchkini được Yuri M. Marusik & Dmitri Viktorovich Logunov miêu tả năm 1995.